# Ana Lantigua de la Nuez
Ana Lantigua de la Nuez (* 2. September 2000) ist eine spanische Tennisspielerin.

## Karriere
Lantigua de la Nuez spielt bislang hauptsächlich Turniere der ITF Women’s World Tennis Tour, wo sie bislang einen Titel im Einzel gewinnen konnte.
2019 gewann sie im April ihr erstes Turnier der ITF-Tour im Einzel in Tabarka. Im August erreichte sie beim W 25 Vienna ITF World Tennis Tour mit ihrer Partnerin Paula Arias Manjón das Viertelfinale im Damendoppel.

## Turniersiege

### Einzel
| Nr. | Datum          | Turnier | Kategorie | Belag     | Finalgegnerin | Ergebnis |
| --- | -------------- | ------- | --------- | --------- | ------------- | -------- |
| 1.  | 14. April 2019 | Tabarka | ITF W15   | Hartplatz | Marie Temin   | 6:4, 6:4 |